# Luizão
Luiz Carlos Bombonato Goulart, noto come Luizão (Rubinéia, 14 novembre 1975), è un ex calciatore brasiliano, di ruolo attaccante, campione del mondo con la Nazionale brasiliana nel 2002.

## Carriera
Luizão cominciò al Guarani con altri due giocatori divenuti poi famosi, che sono inoltre suoi amici, Djalminha e Amoroso. Lui e Djalminha si trasferirono al forte Palmeiras, dove vinsero molti titoli, incluso un Campeonato Paulista (senza sconfitte) sotto la guida di Vanderlei Luxemburgo.
Luizão è uno dei pochi giocatori, insieme a Zago, Müller e César Sampaio, ad aver giocato in tutte e quattro le grandi squadre dello stato di San Paolo: il Santos, il Palmeiras, il Corinthians e proprio il San Paolo. Con ciascuna di queste squadre è riuscito almeno una volta a guadagnare il titolo di capocannoniere del Campionato Paulista, tranne che con il Santos, dove ebbe un'esperienza abbastanza negativa, senza giocare molti match.
Quindi seguì Djalminha al Deportivo de La Coruña, ma, diversamente dal talentuoso regista, Luizão non riuscì ad ambientarsi. Ritornò in Brasile, al Vasco da Gama. Dal 2002 al 2004 è da citare una sua breve e abbastanza incolore avventura al Hertha Berlino (4 gol).

## Palmarès

### Club

#### Competizioni statali
- Campionato Paranaense: 1

Paraná: 1993
- Campionato paulista: 4

Palmeiras: 1996
Corinthians: 1999, 2001
San Paolo: 2005
- Campionato Carioca: 1

Vasco da Gama: 1998

#### Competizioni interstatali
- Torneo Rio-San Paolo: 1

Vasco da Gama: 1999

#### Competizioni nazionali
- Campionato brasiliano: 1

Corinthians: 1999
- Coppa del Brasile: 1

Flamengo: 2006

#### Competizioni internazionali
- Coppa Libertadores: 2

Vasco da Gama: 1998
San Paolo: 2005
- Coppa del mondo per club: 1

Corinthians: 2000

### Nazionale
- Bronzo olimpico: 1

Atlanta 1996
- Campionato mondiale: 1

Corea del Sud-Giappone 2002

### Individuale
- Bola de Prata: 1

1994
- Capocannoniere della Coppa Libertadores: 1

2000 (14 gol)